# Parablennius serratolineatus
Parablennius serratolineatus is een straalvinnige vissensoort uit de familie van naakte slijmvissen (Blenniidae). De wetenschappelijke naam van de soort is voor het eerst geldig gepubliceerd in 1986 door Bath & Hutchins.